# Weronika Gawlik
Weronika Gawlik z d. Mieńko (ur. 20 października 1986 w Gliwicach) – polska piłkarka ręczna, bramkarka, od 2011 zawodniczka MKS-u Lublin.
Z MKS-em Lublin zdobyła cztery mistrzostwa Polski i Puchar Polski. W sezonach 2013/2014, 2014/2015, 2015/2016 występowała w jego barwach w Lidze Mistrzyń.
W 2004 wystąpiła w mistrzostwach Europy U-19 w Czechach, podczas których broniła ze skutecznością 34% (25/74).
Z reprezentacją Polski seniorek zajęła w 2015 4. miejsce w mistrzostwach świata w Danii – w turnieju tym broniła ze skutecznością 31% (58/187). Została też wybrana najlepszą zawodniczką rozegranego 16 grudnia 2015 wygranego meczu 1/4 finału z Rosją (21:20), w którym broniła ze skutecznością 55% (6/11). W 2016 wystąpiła w mistrzostwach Europy w Szwecji, podczas których broniła ze skutecznością 22% (14/63). Podczas ME 2016 zdobyła też gola w rozegranym 6 grudnia 2016 meczu z Holandią (21:30). W 2017 wzięła udział w mistrzostwach świata w Niemczech, w których broniła ze skutecznością 26% (20/77). Reprezentowała Polskę na mistrzostwach Europy w 2018 i 2020.
Absolwentka Zespołu Szkół Ekonomiczno-Technicznych w Gliwicach. W 2011 wyszła za mąż za Jacka Gawlika.

## Sukcesy
MKS Lublin
- Mistrzostwo Polski: 2012/2013, 2013/2014, 2014/2015, 2015/2016
- Puchar Polski: 2011/2012

Reprezentacja Polski
- 4. miejsce w mistrzostwach świata: 2015

Indywidualne
- Najlepsza zawodniczka meczu 1/4 finału mistrzostw świata w 2015 z Rosją (21:20; broniła ze skutecznością 55%)[8]